# Summerland (Californie)
Pour les articles homonymes, voir Summerland (homonymie).
Summerland est une census-designated place située dans le comté de Santa Barbara, dans l'État de Californie, aux États-Unis.